# Pulsnitz (Fluss)
Die Pulsnitz ist ein linker Nebenfluss der Schwarzen Elster in Sachsen und Brandenburg. Sie entspringt in Ohorn am Westhang des Tannebergs und fließt durch die Städte Pulsnitz, Königsbrück, Ortrand und Elsterwerda.

## Name
Das Gewässer wird 1241 als Polsniza erstmals schriftlich genannt. Der Name leitet sich vom slawischen *Polznica mit der Bedeutung „kriechendes, langsam fließendes Wasser“ ab.

## Verlauf
Die eigentliche Quelle befindet sich im Keller eines Wohngebäudes, unterhalb davon fängt ein Teich das Quellwasser auf. Am Einflussrohr trägt eine Tafel die Aufschrift „Pulsnitzquelle VMI 1976“. Die Pulsnitz verläuft durch den gesamten alten Ortskern von Ohorn unterirdisch und tritt erst ca. 900 Meter weiter südwestlich und ca. 50 Meter tiefer am Rand einer Ackerfläche wieder ans Tageslicht.
Anschließend fließt sie durch die Königsbrücker Heide, wo sich zwischen 1906 und 1992 der Truppenübungsplatz Königsbrück und bis 1938 der Marktflecken Krakau an der Pulsnitz befand. Nach der Passage des bei Ortrand beginnenden Niederungsgebietes Schraden mündet sie im Stadtgebiet von Elsterwerda in die Schwarze Elster. Wenige hundert Meter zuvor befindet sich die Anbindung zum Elsterwerda-Grödel-Floßkanal, einer seit dem 18. Jahrhundert bestehenden künstlich angelegten Wasserstraße zum an der Elbe gelegenen Ort Grödel.
Die ursprüngliche Mündung befand sich jedoch bis zur Anlage des Neuen Pulsnitzgrabens im 16. Jahrhundert unterhalb des Dorfes Tettau. Dieser als Grenzpulsnitz bezeichnete Lauf bildete einst die Landesgrenze zwischen der Markgrafschaft Meißen und der Oberlausitz, woran auch noch alte Flurnamen erinnern. Mehrere Ansiedlungen befanden sich beiderseits des Flusses, wobei der am westlichen Ufer gelegene Teil regelmäßig als Meißner Seite und der östlich gelegene als Oberlausitzer Seite beziehungsweise auch Böhmische Seite bezeichnet wurde.
Der Oberlauf und fast das gesamte sächsische Tiefental der Pulsnitz stehen unter Natur- bzw. Landschaftsschutz. Der kleine Fluss ist dort weitestgehend naturbelassen. Durch die teilweise Begradigung der Pulsnitz und ihres Nebenflusses, des Haselbaches, wurde im Oberlauf die Fließgeschwindigkeit und damit der Geschiebetransport erhöht. Die ehemals bei Königsbrück angesiedelten seltenen Flussperlmuscheln versandeten und starben ab. Die starke Verschmutzung der Pulsnitz durch Abwässer von Haushalten und der Textilindustrie ließ nach der Wiedervereinigung durch den Bau von kommunalen Kläranlagen und den Niedergang der ostdeutschen Industrie nach.

## Ehemalige Mühlen an der Pulsnitz
- Obermühle in Ohorn
- Niedermühle Ohorn
- Damm- oder Schlossmühle Pulsnitz
- Simon-Schneidersche Mühle Pulsnitz
- Weitzmannsche Mühle Pulsnitz
- Hartbachmühle Pulsnitz
- Mittelmühle Pulsnitz
- Walkmühle Pulsnitz
- Hartbachmühle Friedersdorf (Pulsnitz)
- Mißbachmühle Friedersdorf
- Niedermühle Friedersdorf
- Gräfenhainer Mühle
- Gruhls Mühle Reichenau
- Stadtmühle Königsbrück
- Schlossmühle Königsbrück
- Grünmetzmühle Stenz
- Korn- und Sägemühle in Kroppen-Heinersdorf
- Schlossmühle Großkmehlen

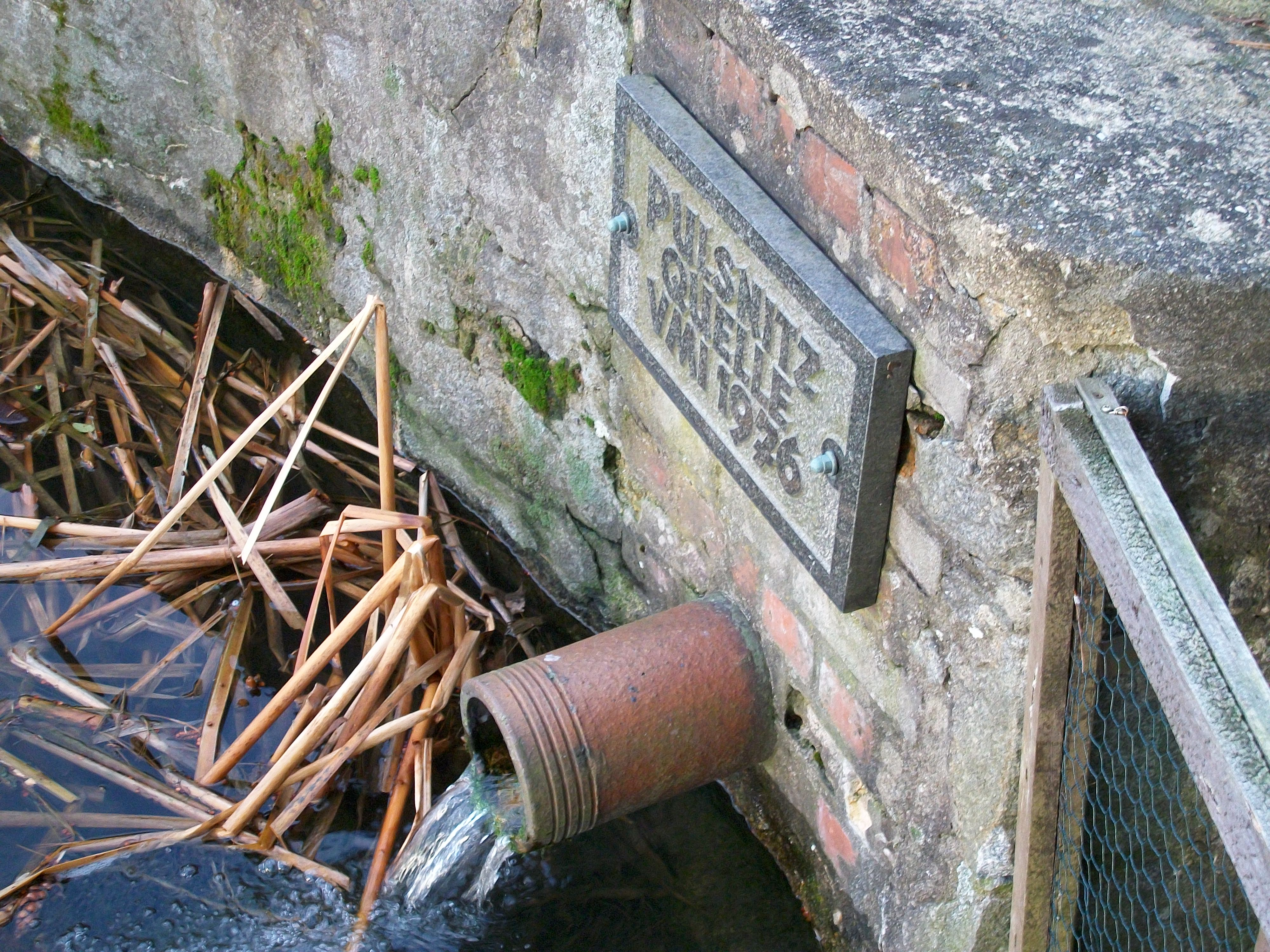
Die Quelle in Ohorn
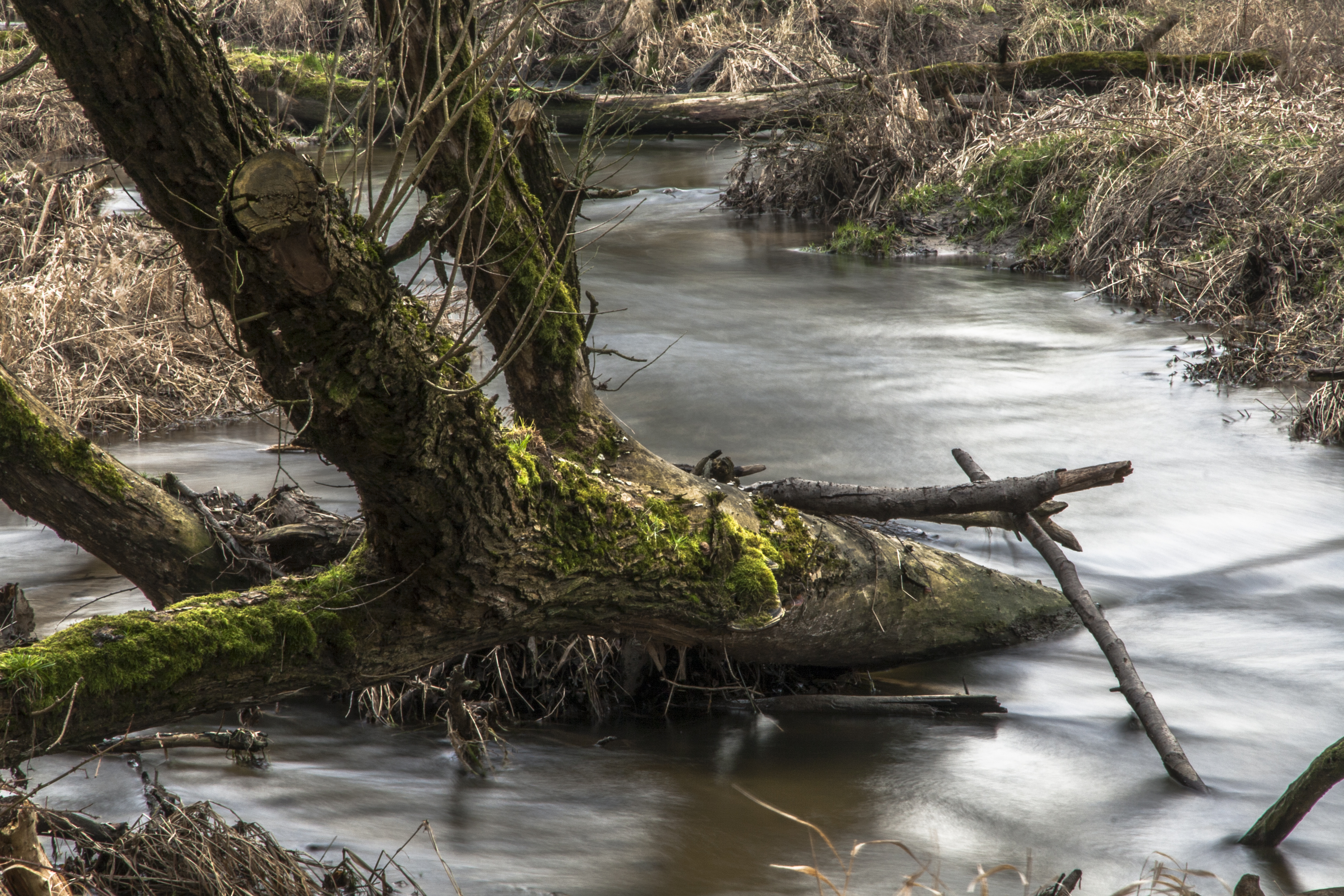
Im NSG Königsbrücker Heide wird der Lauf sich selbst überlassen
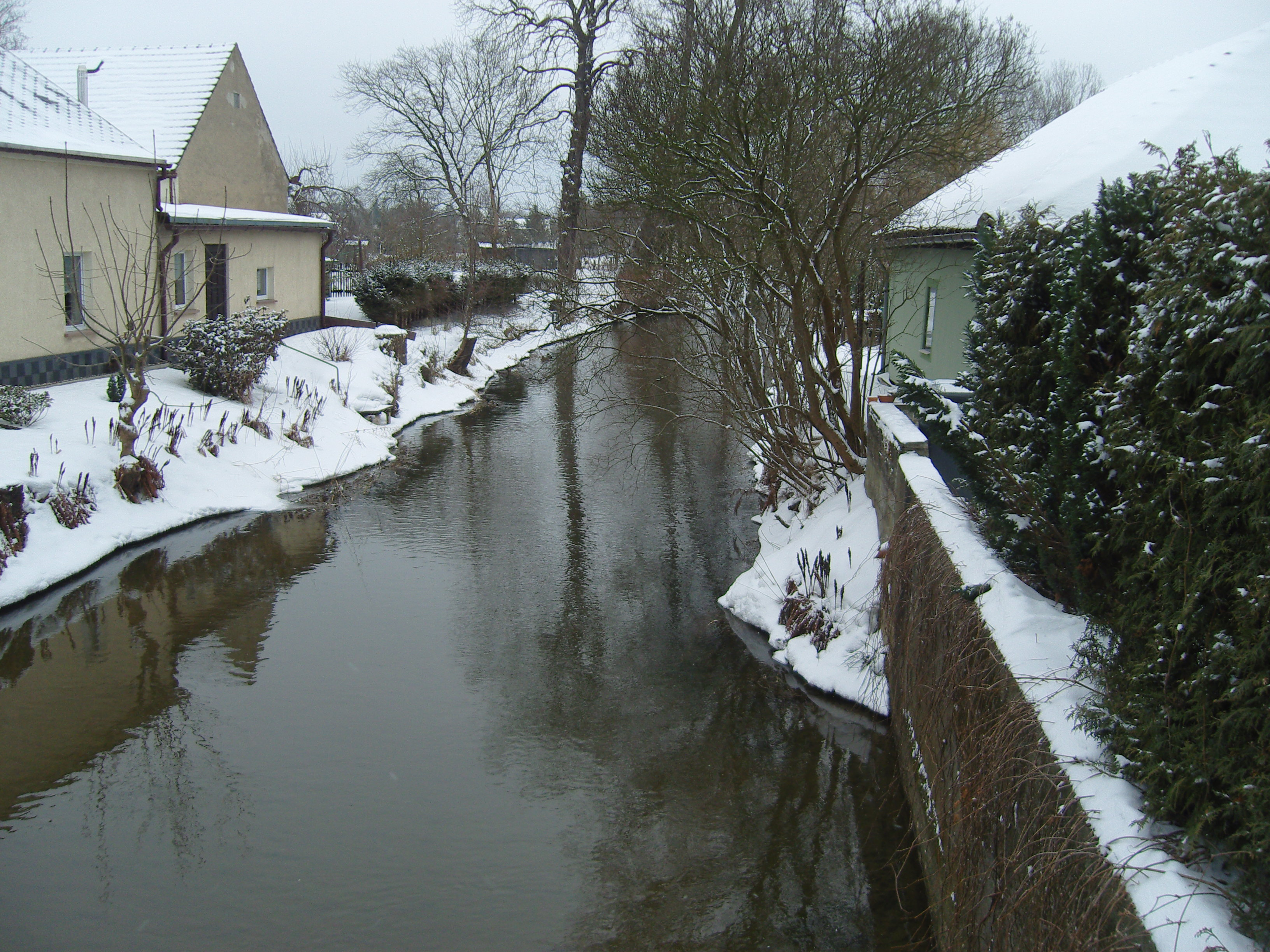
Die Pulsnitz in Ortrand
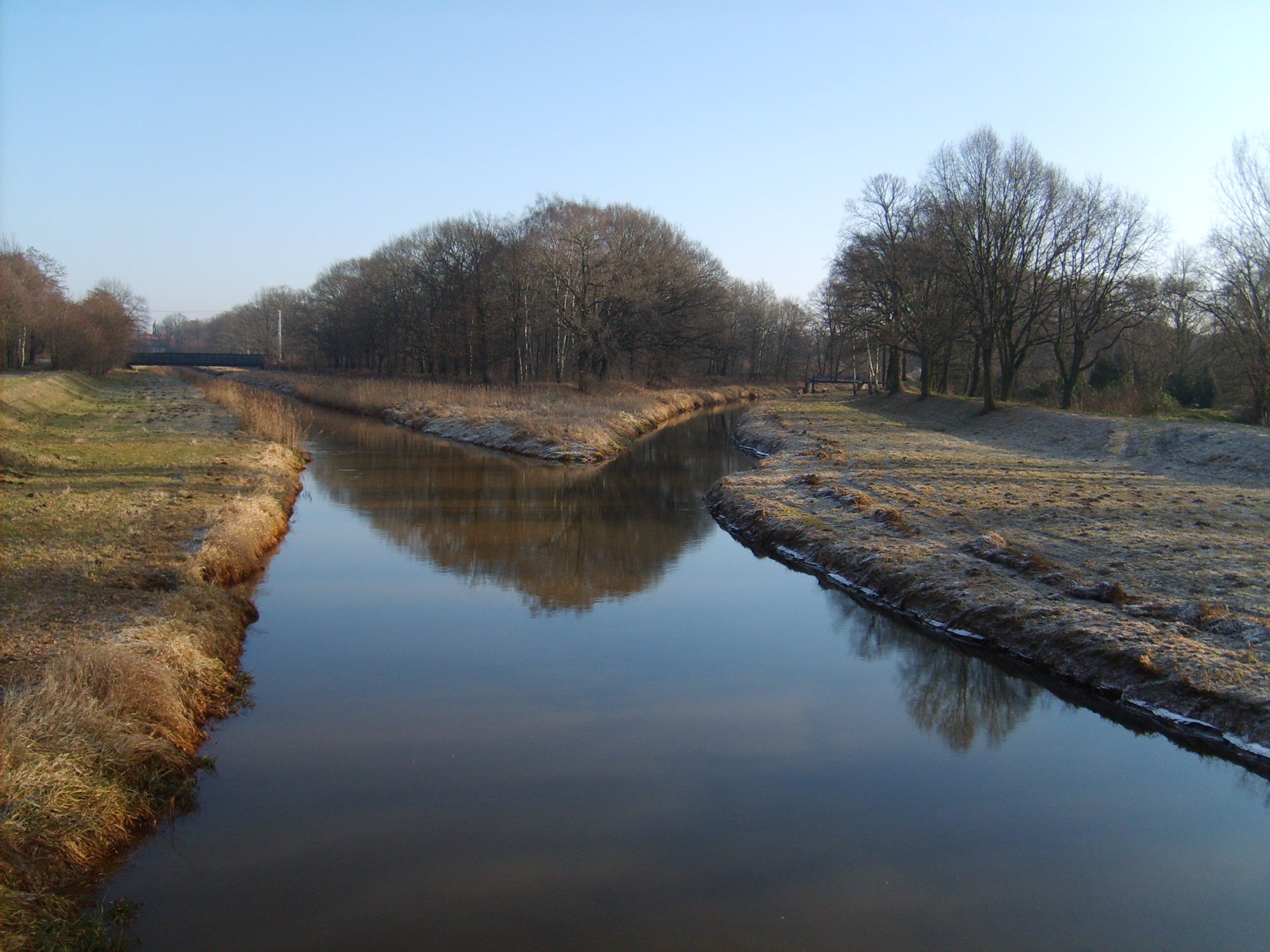
Die Mündung in die Schwarze Elster in Elsterwerda